# علم غواتيمالا
أعتمد علم غواتيمالا الحالي رسميا في آب - أغسطس من سنة 1871 وعلم غواتيمالا مقسم إلى ثلاث أقسام بشكل عمودي حيث يغطي اللون الأبيض القسم الأوسط من العلم.

## معنى العلم
يرمز اللون الأزرق السمائي إلى أن غواتيمالا تقع بين اثنين من البحار والمحيطات هما البحر الكاريبي من جهة الشرق والمحيط الهادي من جهة الغرب. أما اللون الأبيض فيرمز إلى النقاء والنزاهة والسلام وفي منتصف الشريط الأبيض من العلم يوجد شعار النبالة لجمهورية غواتيمالا مكتوب فيها 15 أيلول سنة 1821 وهو يشير إلى تاريخ استقلال غواتيمالا عن إسبانيا ويوجد كذلك في شعار النبالة اثنين من البنادق وهو يشير إلى رغبة غواتيمالا في الدفاع عن نفسها بالقوة إن لزم الأمر. أما السيفين الموجودين فيرمزان إلى الشرف.

## أعلام سابقة

علم غواتيمالا ما بين عامي 1821 - 1823
علم غواتيمالا ما بين عامي 1823 - 22 تشرين الثاني 1824
علم غواتيمالا ما بين 22 تشرين الثاني من سنة 1824 إلى 1 كانون الثاني من سنة 1825
علم غواتيمالا ما بين عامي 1825 إلى عام 1839
علم غواتيمالا ما بين عامي 1839 إلى عام 1843
علم غواتيمالا ما بين 26 تشرين الاول من سنة 1843 إلى 14 أذار من سنة 1851
علم غواتيمالا ما بين 14 أذار من سنة 1851 إبى 21 أيار من سنة 1858
علم غواتيمالا ما بين عامي 1858 إلى عام 1871